# Harry H. Critz

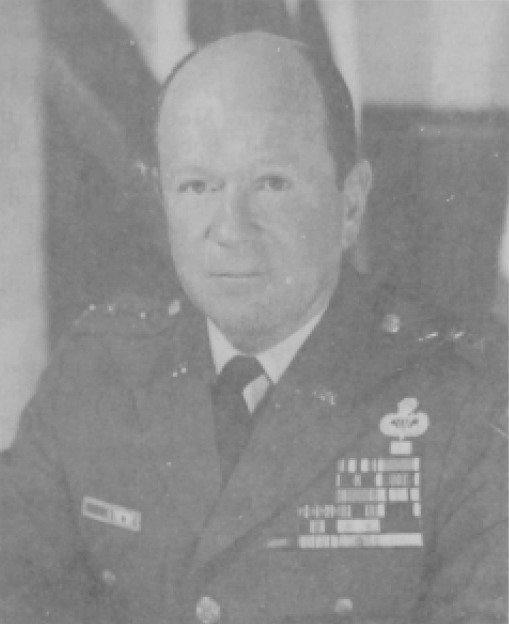
Harry H. Critz

Harry Herndon Critz (* 26. Februar 1912 in Teague, Freestone County, Texas; † 2. Mai 1982 in Lawton, Comanche County, Oklahoma) war ein Generalleutnant der United States Army.
Harry Critz war der Sohn von Ivan Chanceaulme Critz (1883–1939) und dessen Frau Susan Adel Herndon (1889–1972). Er studierte zunächst an der Texas A&M University und danach an der United States Military Academy in West Point. Nach seiner Graduation im Jahr 1935 wurde er als Leutnant der Feldartillerie zugeteilt. In der Armee durchlief er anschließend alle Offiziersränge bis zum Drei-Sterne-General.
Nach dem amerikanischen Eintritt in den Zweiten Weltkrieg diente er mit dem 1. Feldartillerieregiment während des Afrikafeldzugs und danach auf dem europäischen Kriegsschauplatz. Im Jahr 1946 wurde er Mitglied im Stab der 3. Armee, die in Deutschland stationiert war. Critz blieb bis 1948 in Europa.
Nach seiner Rückkehr in die Vereinigten Staaten wurde Critz nach Fort Sill in Oklahoma versetzt, wo er im 32. Feldartilleriebataillon diente. Danach kommandierte er die Artillerie der übergeordneten Division. Im Jahr 1951 absolvierte er das United States Army War College, an dem er danach für einige Zeit als Dozent tätig war. In den Jahren 1953 und 1954 nahm er am Koreakrieg teil. Dort diente er als Stabsoffizier bei der Artillerie des I. Korps. Danach wurde er Stabsoffizier bei der 8. Armee. In den Jahren 1963 und 1964 kommandierte er die 101. Luftlandedivision, im Jahr 1964 wurde Critz Kommandeur des Field Artillerie Centers in Fort Sill. Am 1. Juni 1967 übernahm er das Kommando über das in Südkorea stationierte I. Korps. Diesen Posten bekleidete er bis zum 14. Juli 1968, als er von William P. Yarborough abgelöst wurde. Sein letztes Kommando war der Oberbefehl über die 4. Armee, den er zwischen 1968 und 1971 innehatte.
Harry Critz verbrachte seinen Lebensabend in Lawton in der Nähe von Fort Sill in Oklahoma. Er war für einige Jahre Präsident der Fort Sill National Bank. Er starb am 2. Mai 1982 und wurde auf dem Fort Sill Post Cemetery beigesetzt.

## Orden und Auszeichnungen
Harry Critz erhielt im Lauf seiner militärischen Laufbahn unter anderem folgende Auszeichnungen:
- Army Distinguished Service Medal
- Silver Star
- Legion of Merit
- Bronze Star Medal
- Army Commendation Medal
- Presidential Unit Citation
- Orden der Ehrenlegion (Frankreich)
- Croix de Guerre (Frankreich)